# Good Hope (Botswana)
Good Hope é uma vila localizada no Distrito do Sul em Botswana. Possuía, em 2011, uma população estimada de 6 362 habitantes. É a maior localidade do subdistrito Barolong.